# 南岔林业局
南岔林业局是一个位于中华人民共和国黑龙江省伊春市南岔县的类似乡级单位，亦是黑龙江伊春森工集团所属的一个林业局。
南岔林业局位于伊春市南部，汤旺河流域下游。施业区总面积299716公顷。

## 行政区划
南岔林业局下辖以下单位：
南岔经营所。